# Аракистайн, Хосе
Хосе́ Аракиста́йн Аррье́та (исп. José Araquistáin; род. 4 марта 1937, Аскойтия) — испанский футболист, вратарь. Выступал за сборную Испании.
Играл за Реал Мадрид, вместе с ним выиграл кубок чемпионов 1966 года. Он сыграл 6 матчей за сборную Испании по футболу, и выступал на чемпионате мира 1962 года.

## Достижения
«Реал Мадрид»
- Чемпион Испании (6): 1961/62, 1962/63, 1963/64, 1964/65, 1966/67, 1967/68
- Обладатель Кубка европейских чемпионов: 1965/66
- Обладатель Кубка Испании : 1961/62